# Bilsko (torfowisko)
Bilsko – torfowisko niskie znajdujące się na południowy wschód od kolonii Zgniła Struga, w gminie Milejów, w powiecie łęczyńskim (województwo lubelskie), w Obniżeniu Dorohuckim na Polesiu Lubelskim.

## Położenie
Teren torfowiska leży na południowy wschód od kolonii Zgniła Struga, w dolinie kanału Wieprz-Krzna (po jego drugiej stronie leżą zabudowania kolonii Dąbrowa, a nieco niżej na południowy wschód Chojeńca-Kolonii).

## Charakterystyka
Torfowisko niskie zajmuje teren dawnych wyrobisk torfu (doły torfowe) w większości wypełnionych wodą (lustro na poziomie 167 m n.p.m.) i pozostających w zróżnicowanym stopniu zarastania. Stanowi jeden z najciekawszych przyrodniczo obszarów strefy ochronnej Nadwieprzańskiego Parku Krajobrazowego. Rosną tu rzadkie gatunki roślin, występują interesujące zbiorowiska roślinne – cenne biotopy dla ptaków (ostoja) i innych zwierząt. W 1993 zaproponowano objęcie go ochroną rezerwatową (powierzchnia chroniona miałaby mieć 70,44 hektara), jednak dotąd nie doszło do realizacji tych planów.

## Przyroda
Według podziału geobotanicznego teren należy do podokręgu Pagóry Chełmskie w obrębie Okręgu Subwołyńskiego. Klimatycznie jest to Lubelsko-Chełmska Dziedzina Klimatyczna.
Teren torfowiska od południa i zachodu otoczony jest przez łąki oraz Las Bilski, od którego projektowany rezerwat bierze nazwę. Od północy i wschodu przepływa kanał Wieprz-Krzna, a za nim znajdują się grunty rolne. Na obszarze torfowiska dominują nieużytki (torfianki) i części zakrzaczone. Poza tym istnieją tutaj łąki. Grunty należą zarówno do agencji państwowych, jak i właścicieli prywatnych. Rzeźbę terenu uzupełniają formy antropogeniczne – wały kanału Wieprz-Krzna i stosunkowo głębokie rowy melioracyjne.
Geologicznie jest to rynna kredowa wyżłobiona przez wody pra-Wieprza wypełniona utworami plejstoceńskimi oraz holoceńskimi. Strop skał kredowych pozostaje na wysokości 145 m. Utwory czwartorzędowe to pozostałość akumulacji (rzecznej, rzeczno-lodowcowej, eolicznej, jak również organicznej). Ich miąższość wynosi do 50 metrów. Są to różnej frakcji osady (żwiry, piaski, mułki, gytia i torf). Pierwotnie teren wypełniony był wodą, w której osadzały się kolejno: gytia ilasta albo węglanowa, a potem torfy. Miąższość tego ostatniego wynosi około 2,5 metra (możliwe, że nawet 2,80 metra). Torf ma tu barwę ciemnobrunatną, jest turzycowo-szuwarowy lub turzycowy, a jego stopień rozkładu wynosi 20–40%. Jego odczyn pH waha się w granicach 6,2-7,9. Zawartość substancji organicznej stanowi 72–93%. Pod torfem leży ciemnobrunatna gytia, a na samym dnie piaski. Współczesną pokrywę glebową (80% powierzchni) tworzą gleby hydrogeniczne (bagienne i pobagienne), jak również semihydrogeniczne gleby mineralne. Pozostają one w różnym stopniu osuszenia. Pozostałe gleby to utwory mułowo-murszowe.
Na terenach planowanego rezerwatu w latach 1992–1993 zidentyfikowano 37 zespołów roślinnych w dwunastu wariantach i jedno zbiorowisko o nieokreślonej randze fitosocjologicznej. Najliczniejsze liczbowo były zbiorowiska szuwarowe z klasy Phragmitetea (piętnaście zespołów). Większość z nich jest pospolita, jednak na uwagę zasługują: Thelypteridi-Phragnitetum, Caricetum paniculatae, Caricetum appropinquatae, jak również Leersietum oryzoidis (wszystkie rzadkie dla makroregionu lubelskiego). Z ośmiu zespołów roślin wodnych Lemnetea i Potamogetonetea rzadkie dla Lubelszczyzny są: Wolffietum arrhiaze, Potamogetonetum acutifolii oraz Nupharo-Nymphaeetum albae. Z czterech zespołów łąkowych i pastwiskowych rzadko opisywane fitosocjologicznie jest zbiorowisko z bobrkiem trójlistkowym Menyanthes trifoliata. Z dwóch zespołów zaroślowych z klasy Alnetea glutinosae rzadkim w skali Polski jest Betulo-Salicetum z dominującą brzozą niską i wierzbą rokitą. Z zespołów synantropijnych rzadkim w skali kraju jest Blysmo-Juncetum compressi.
Badania terenu torfowiska pozwoliły odnotować występowanie na jego terenie gatunków roślin chronionych: brzoza niska, kukułka krwista, kukułka szerokolistna, grzybienie białe, bobrek trójlistkowy, jaskier wielki. Poza tym stwierdzono występowanie roślin rzadkich dla Polski albo regionu, takich jak: ostrzew spłaszczony, nerecznica grzebieniasta, zamokrzyca ryżowa, tojeść bukietowa, dziewięciornik błotny, jaskier jadowity, starzec błotny, świbka błotna, pływacz zwyczajny, przetacznik błotny i wolfia bezkorzeniowa.

## Galeria (zdjęcia przykładowe)

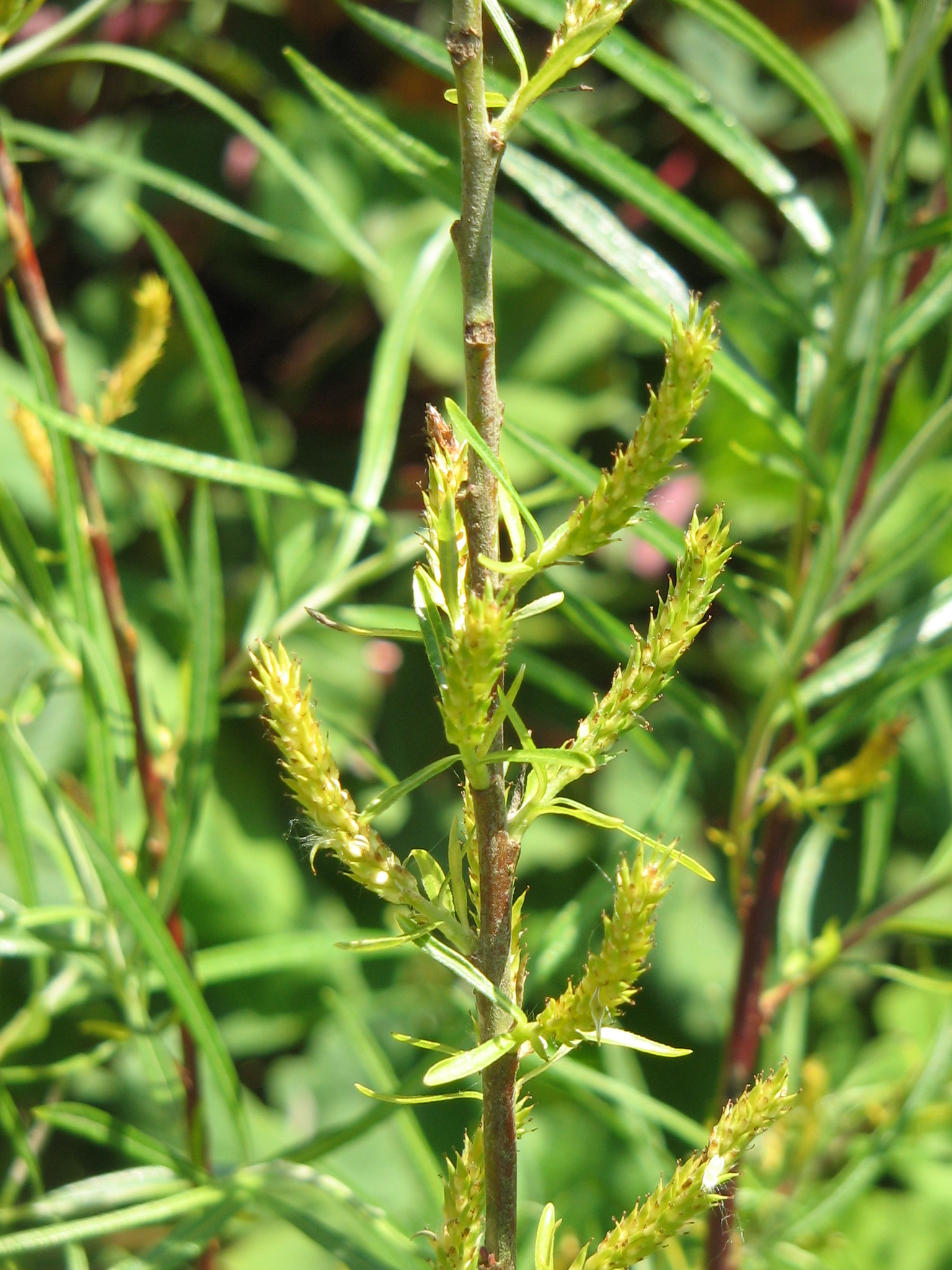
Wierzba rokita
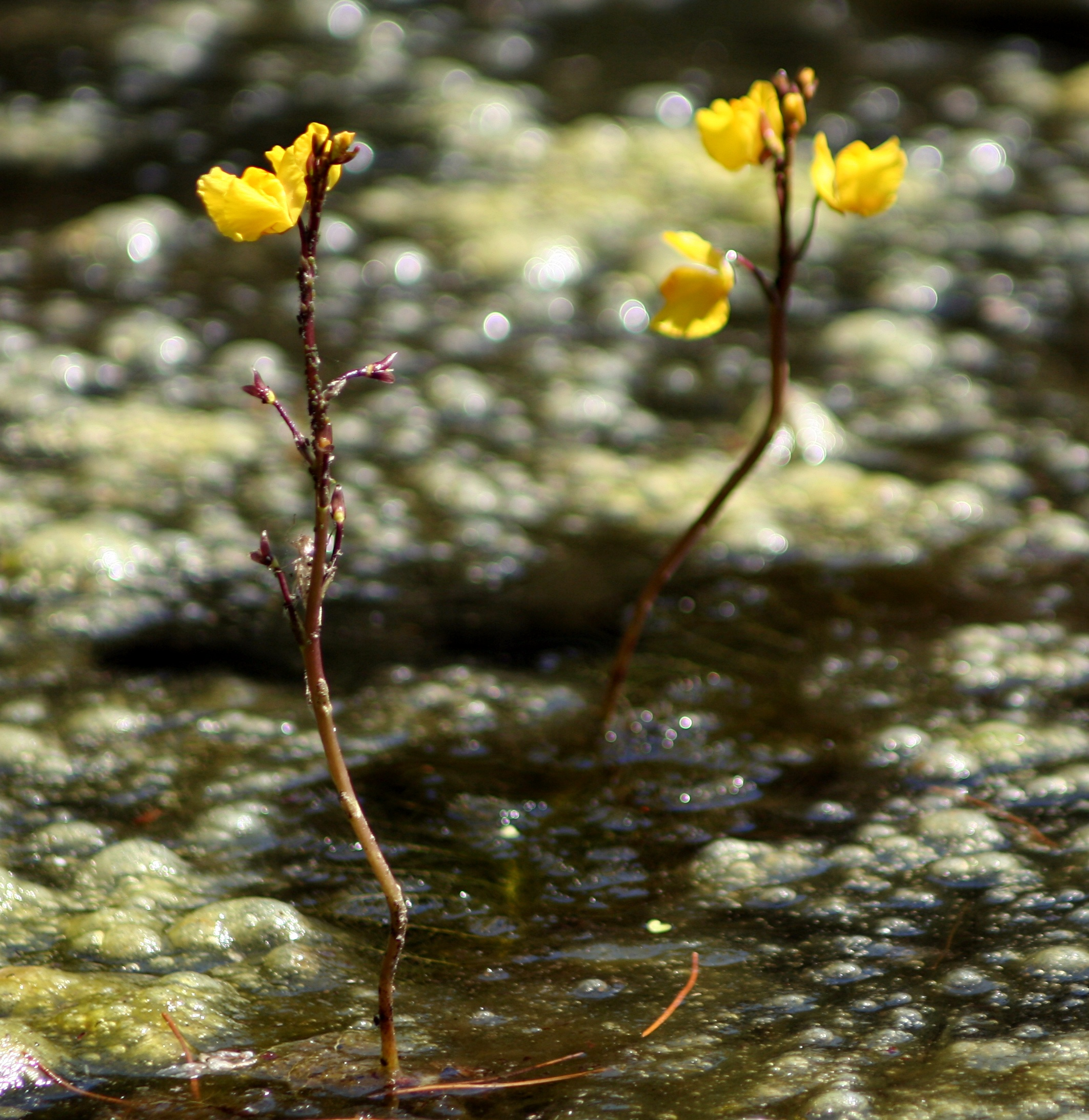
Pływacz zwyczajny
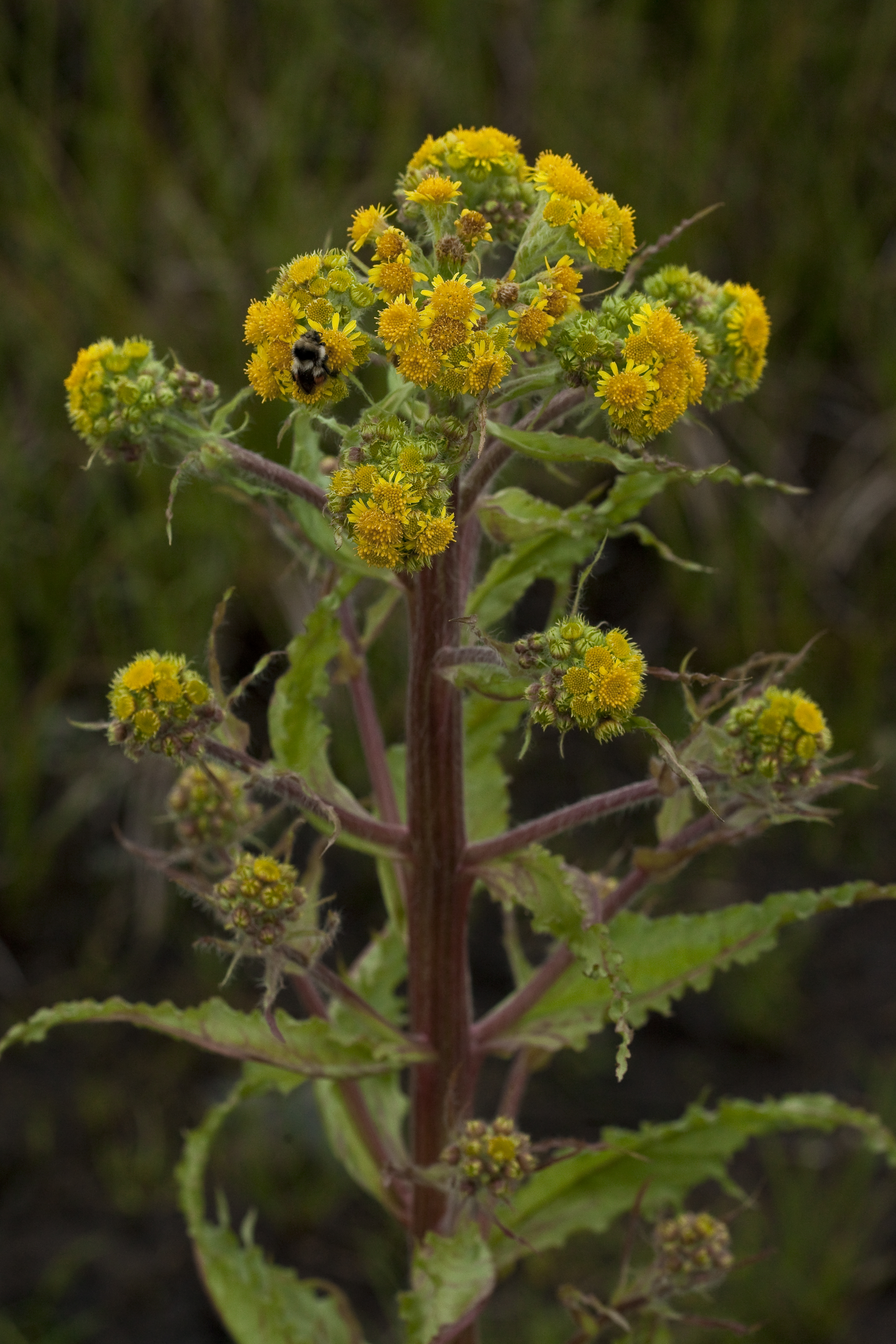
Starzec błotny
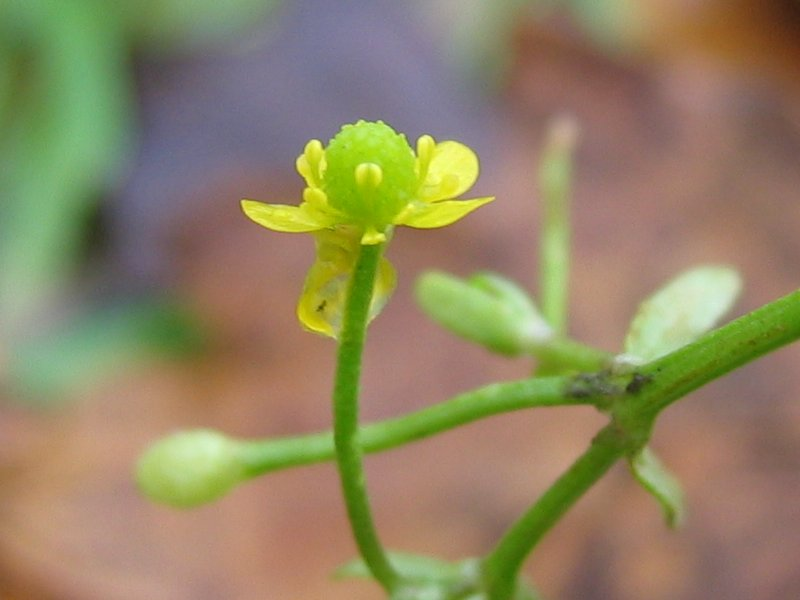
Jaskier jadowity